# Veselé letní Vánoce
Veselé letní Vánoce (v anglickém originále A Springfield Summer Christmas for Christmas) jsou 10. díl 32. řady (celkem 694.) amerického animovaného seriálu Simpsonovi. Scénář napsala Jessica Conradová a díl režíroval Timothy Bailey. V USA měl premiéru dne 13. prosince 2020 na stanici Fox Broadcasting Company a v Česku byl poprvé vysílán 29. března 2021 na stanici Prima Cool.
Jako hostka v dílu účinkuje Ellie Kemperová jako Mary Tannenbaumová, Richard Kind jako režisér filmu a Chris Parnell jako snoubenec chirurg. Díl vypráví o natáčení vánočního filmu ve Springfieldu. Byl přijat pozitivně a ve Spojených státech jej v premiéře sledovalo 3,92 milionu diváků.

## Děj
Filmová producentka Heartmark Channelu Mary Tannenbaumová se z důvodu přislíbeného povýšení rozhodne jít pomoct natočit film Vánoční ozdoba na Vánoce do Springfieldu, a to navzdory její nesnášenlivosti vůči vánočním filmům. Zatímco se ubytuje u Simpsonových, Líza natáčí zákulisní dokument o filmu, Marge se s ní snaží spřátelit, Homer se pokouší vydělat co nejvíce peněz z jejich pobytu a Bart je naštvaný kvůli Homerovu pronajímání pokojů pro Mary i filmový štáb.
V kavárně se Mary setká s ředitelem Skinnerem, který později sundá vánoční rekvizitu, aby občany pozval na každoroční Festival rajčat a zelí. Producentka s ředitelem uzavřou dohodu: Mary přeruší natáčení v době festivalu a Skinner postaví kulisy altánů. Jakmile je Mary konečně připravena vrátit se do velkoměsta, zavolá jí její šéf a sdělí, že pokud nezůstane na natáčení až do konce, nebude povýšena. Homer zaslechne, že Mary pro film potřebuje falešný sníh, tak rozdrtí vše bílé a tento „sníh“ jí prodá.
Krátce nato musí Mary ve filmu využít Festival rajčat a zelí jako kulisy pro velkou závěrečnou scénu a Skinner po ní křičí, že proměnila jeho festival ve vánoční kulisy. Mezitím se Bart pokusí získat svůj pokoj zpět tím, že překazí natáčení filmu pomocí děla na falešný sníh, který zapne na režim sněhová bouře. Mary a Skinner jsou spolu uvězněni v altánu zasypaném falešným sněhem, dokud Skinner nevyhrabe cestu ven. Když však Bart odhalí Líziny záběry, kde Mary pomlouvá Springfielďany, město se na ni naštve a odmítne být komparzem ve filmu; následně jsou kulisy spáleny.
Mary se Marge přizná, že nenávidí vánoční filmy od doby, kdy byla ještě dítě a při natáčení filmu Rolničky jsou všude zemřel její otec. Skinner přesvědčí město, aby pokračovalo natáčení filmu, a Mary je nadšená. Na konci si Mary vybere Skinnera jako svého přítele, ale Skinner ji přesvědčí, aby se vrátila ke svému snoubenci chirurgovi.

## Produkce

### Vývoj
Roku 2021 vydala stanice Fox Broadcasting Company devět propagačních obrázků k dílu.

### Původní znění
Ellie Kemperová jako hostka dabovala v původním znění Mary Tannenbaumovou, produkční Heartmark Channelu, která chce být povýšena prací na vánočním filmu ve Springfieldu, a Richard Kind účinkoval jako režisér filmu. Chris Parnell se v dílu nadaboval pohledného chirurga a zároveň snoubence Mary.

### České znění
České znění vyrobila společnost FTV Prima v roce 2021. Titulky v tomto dílu byly zkráceny kvůli dialogu Simpsonových na konci dílu.

## Přijetí

### Sledovanost
Ve Spojených státech díl v premiéře sledovalo 3,92 milionu diváků.

### Kritika
Tony Sokol, kritik Den of Geek, napsal: „Veselé letní Vánoce jsou mistrovskou parodií svátečních filmů, která je nabitá spoustou postav a hlavně samotnými Vánocemi,“ a ohodnotil je 4,5 hvězdičkami z 5.